# 赶山鞭
赶山鞭（学名：Hypericum attenuatum），为藤黄科金丝桃属下的一个植物种。